# عبد الله غمران
عبد الله غمران مواليد 4 يوليو 1994، لاعب كرة قدم إماراتي يجيد اللعب في الدفاع .
لعب سابقاً مع نادي العين ونادي كلباء ونادي دبا الفجيرة ونادي الاتحاد.

## روابط خارجية
- عبد الله غمران على موقع Soccerway.com (الإنجليزية)